# モスクワ級ヘリコプター巡洋艦
モスクワ級ヘリコプター巡洋艦（モスクワきゅうヘリコプターじゅんようかん、英語: Moskva-class helicopter carrier）は、ソビエト連邦海軍が運用していた対潜巡洋艦（ヘリコプター巡洋艦）の艦級。ソ連海軍での正式名は1123型対潜巡洋艦（露: противолодочных крейсеров 1123）で、計画名は「コンドル」（露: «Кондор»）。

## 来歴
ソ連海軍は、ロシア革命直後の建軍期より、航空母艦の取得を積極的に検討してきたが、ソビエト連邦の経済と造船業の状況、また第二次世界大戦の勃発によって、いずれも実現しなかった。ヨシフ・スターリン共産党書記長の死後、ニコライ・クズネツォフ海軍総司令官（海軍相を兼務）は85型軽防空空母（満載排水量28,400t、MIG-19戦闘機40機搭載）の設計承認を実現したものの、ニキータ・フルシチョフ第一書記は核戦力整備を優先するよう指示しており、また1955年に、イタリアより戦時賠償として獲得していた戦艦「ノヴォロシースク」の喪失の責任を問われてクズネツォフ総司令官が更迭されたことから、後任のセルゲイ・ゴルシコフは85型軽防空空母の計画を中止させた。
しかし一方で、冷戦のグローバル化が進んでいたこの時期、アメリカ海軍は潜水艦発射弾道ミサイル搭載原子力潜水艦（SSBN）を着実に配備しており、地中海においても第6艦隊による戦略パトロール任務が開始されていた。これは、ソ連枢要部への奇襲的な核攻撃のリスクの飛躍的な増大を意味しており、ソ連国防の死活問題となった。ソ連海軍では、1958年よりKa-15対潜ヘリコプターを艦隊配備しており、これを多数搭載することで集中運用を可能にした哨戒ヘリコプター母艦によって、この脅威に対処することが構想された。
1958年、68bis型軽巡洋艦を原型として、大小2タイプのヘリコプター搭載遠洋対潜艦の技術案が作成された。これは大型すぎるとして国防省に反対されたものの、コンセプトそのものは受け入れられて、同年12月にはヘリコプター搭載遠洋対潜艦の設計と建造に優先権が与えられた。これに応じて、艦艇建造研究所・第45中央研究所・第17設計局・第53設計局がコンセプト開発に着手、1960年12月には第17設計局（TSKB-17）のコンセプトが認可されて設計要請がなされた。しかし海軍総司令部からの要求は二転三転したため、1961年3月に、海軍の最終的な認可を得たのは実に23番めの改訂案であった。

## 設計

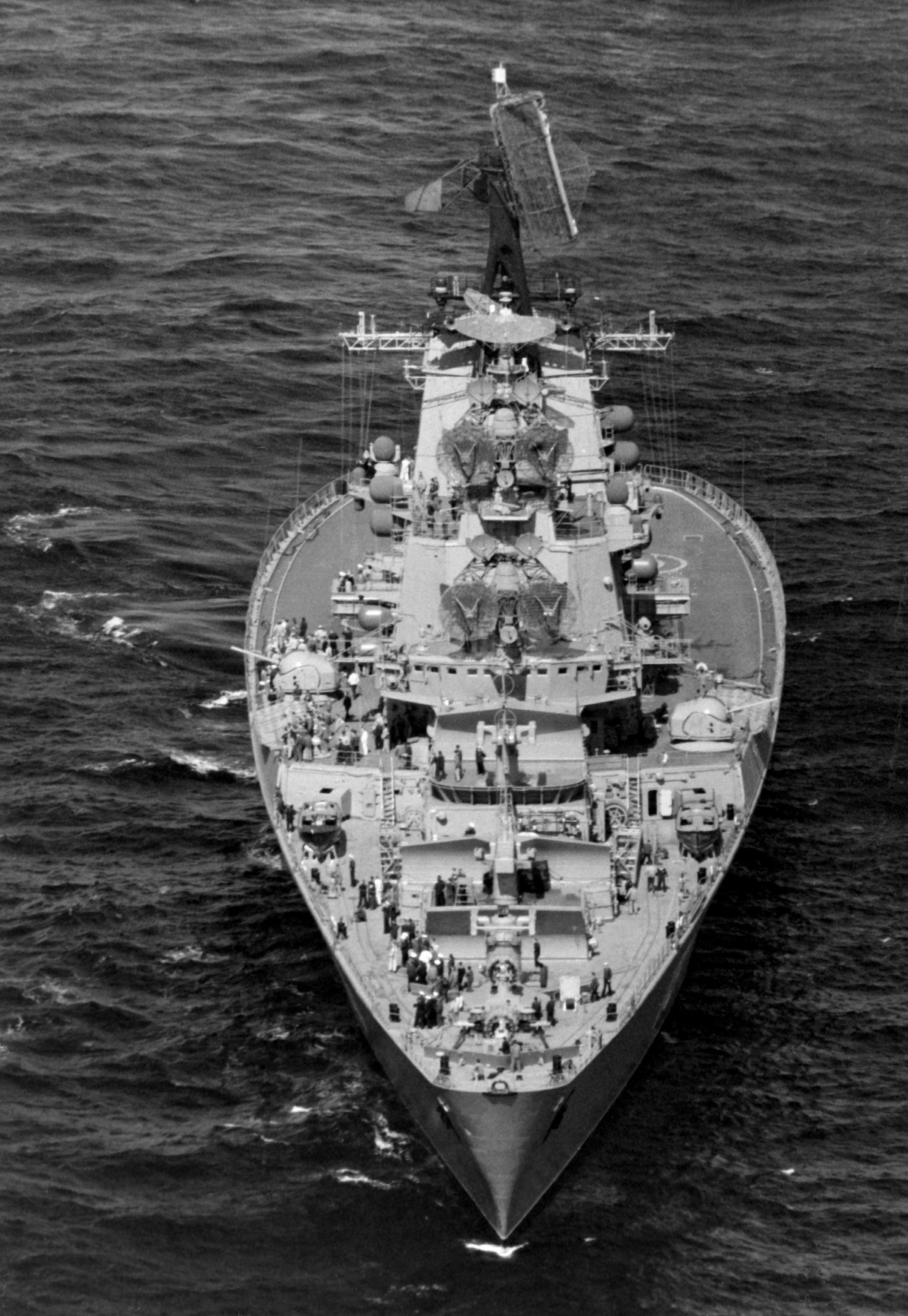
艦首側から見た「モスクワ」。ずんぐりとした艦形が判る写真

当時、西ヨーロッパ諸国においても、フランス海軍の「ジャンヌ・ダルク」、イギリス海軍のタイガー級ヘリコプター巡洋艦、イタリア海軍のアンドレア・ドーリア級ヘリコプター巡洋艦など、同様のヘリコプター巡洋艦が計画されていた。本級はこれらと同様、艦の前方には通常の巡洋艦と同様に兵装を搭載、中央部に艦橋などの構造物を配し、後甲板をヘリコプター甲板としている。船体構造は、所要のヘリコプター甲板面積の確保が優先されたため、耐航性・推進性能は妥協を強いられており、上部構造物はアルミニウム-マグネシウム軽合金製とされている。また新装備が多く、当初計画より多くの乗員が必要とされたのに対して、十分な居住スペースを確保できなかったことから、居住性は極めて劣悪であった。就役後の1976年には魚雷発射管等を撤去して居住区の拡張が行われたが、効果は不十分だった。なお、本級の設計にあたっては、かつて第17設計局が68bis型巡洋艦をもとに検討していた改造案の一つである長距離対潜艦（ヘリコプター23機搭載）の資料が大幅に流用されたとされている。
抗堪性を重視して、船底は全長にわたって二重底とされており、また艦内は16個の防水区画に区分されている。500kg弾頭の対艦ミサイル3・4発ないし420kg弾頭の魚雷2・3本の命中、30kt核弾頭の至近弾（距離2,000m）を受けてもなお戦闘能力を維持できるものとされている。またステルス性が考慮されたのも特徴であり、赤外線センサ対策として煙突内部には排気冷却装置が、ソナー対策として主機関は防振架台に載せられているが、これらはいずれもソ連海軍艦艇としては初の試みであった。
主機関には蒸気タービン方式が採用されており、2室の機械室にはそれぞれKVN-95/64型加圧燃焼水管ボイラー2缶とTV-12型ギヤード・タービン1基が収容されて、両舷計2軸のスクリュープロペラを駆動した。燃料搭載量は3,000tであった。なおこれは、やや先行して1962年に運用を開始していた58型ミサイル巡洋艦（満載5,570t）と同構成である。

## 装備
本級は、同世代のヘリコプター巡洋艦のなかではもっとも大型で、もっとも重装備の艦級となっている。

### C4ISR
戦術情報をリアルタイムで処理する指揮支援システムとして、「モレ-U」型戦術データ・リンク装置を含むMVU-201「コレニ1123」型戦術情報処理装置が搭載された。対空捜索用レーダーとして搭載されたMR-600「ヴォスホード」（NATO名「トップ・セイル」）はL(C)バンドを使用して、高高度目標であれば600kmの探知距離を発揮できた。また副レーダーとしてMR-310「アンガラーA」（NATO名「ヘッド・ネット」）も搭載されたが、こちらは対空目標に対して150kmの探知距離を発揮できた。
艦装備ソナーとして搭載されたMG-342「オリオン」（NATO名「ホース・ジョー」）は、本級の装備品のなかでももっともユニークなものであった。POU-16ソナー・ドームは、長さ21m×幅6.5m×高さ9mのチタン製フェアリング内に収められているが、このフェアリングはソナーの運用状況に応じて上下するものとされ、完全に下ろすと艦の吃水は5mも増大することになった。試験航海では、22km以上に及ぶ長距離探知を実現している。また艦尾側にはMG-325「ヴェガ」可変深度ソナー（NATO名「メア・テール」）も搭載されており、こちらは探知距離15kmであった。

### 武器システム
艦対空ミサイルとしてM-11「シュトルム」（NATO名 SA-N-3「ゴブレット」）の連装発射機が2基搭載されており、それぞれ48発のミサイルを収容していた。その誘導は艦橋上の4R60「グロム」型（NATO名「ヘッドライト」）ミサイル射撃指揮装置（GMFCS）によって行われた。
対潜兵器としてはRPK-1「ヴィフリ」（NATO名 SUW-N-1「ウグラ」）対潜ミサイルの連装発射機とRBU-6000対潜ロケット砲を備えており、また当初は魚雷発射管もあったが、これは居住性改善のため撤去された。これらはいずれもPUSTB-1123「スプルト」水中攻撃指揮装置（UBFCS）による管制を受けていた。
また対空砲としてAK-725 57mm連装速射砲が搭載されたが、こちらは性能的には極めて限定的なものであった。なお、「シュトルム」と「ヴィフリ」は、いずれも本級で初めて装備化されたものであった。

### 航空艤装

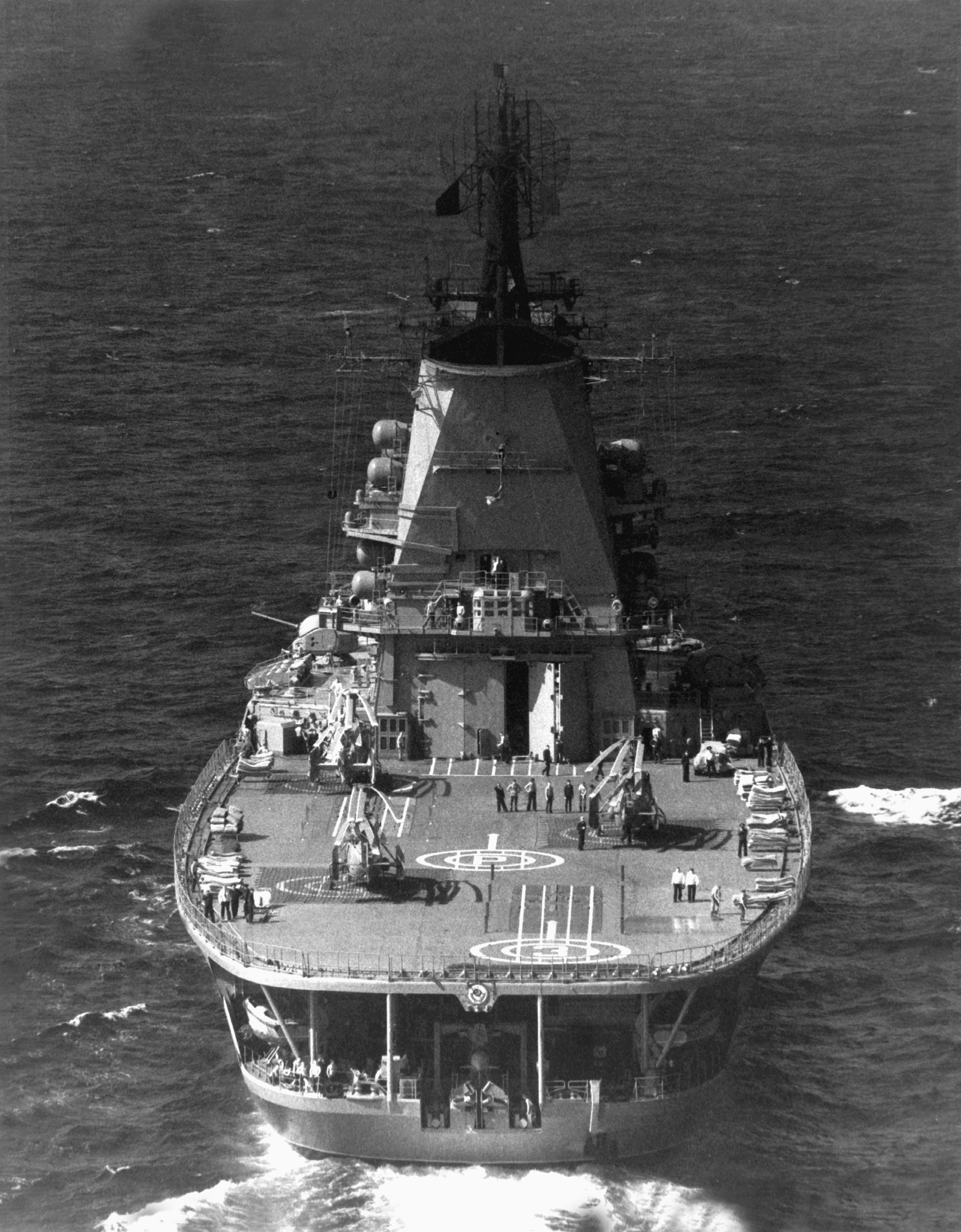
艦尾側から見た「モスクワ」。ヘリコプター甲板などが看取できる

後甲板はほぼ全域にわたってヘリコプター甲板とされており、長さ81m×幅34mが確保された。ヘリコプター甲板上には発着スポット3個と予備スポット1個が設定されており、それぞれに給油装置などが用意されていた。
ハンガーは、ヘリコプター甲板直下と上部構造物内に設けられており、前者が長さ67m×幅25mで12機を収容、後者が長さ41m×幅12mで2機を収容するものとされている。ヘリコプター甲板とその下のハンガーを連絡するエレベータは2基が設置された。機体移動は、格納庫内ではコンベアが、ヘリコプター甲板上では小型牽引車が用いられる。なおダメージコントロールのため、ヘリコプター甲板下のハンガーは、アスベスト製防火シャッター3枚で区分することが出来た。搭載機としてはKa-25対潜ヘリコプターが想定されたが、これは1961年にカシン型駆逐艦に搭載されて運用を開始したばかりの新鋭機であった。
当初の設計段階では、シーステート6までヘリコプター運用が可能とされていたが、1970年に行われた大西洋での荒天下試験航海では、実際にはシーステート5が限度であると判断された。しかし艦そのものの対潜能力と新鋭機Ka-25とを組み合わせることで、本級は非常に強力な対潜戦性能を実現しており、本級1隻を中核としてカシン級複数で編成された偵察攻撃機動部隊は、1時間に225～330平方キロメートルの海域を捜索することができた。1970年3月30日には、艦のオリオン型ソナーが16.5kmの距離で原子力潜水艦を探知、以後ヘリコプターを連続的に展開して、10時間以上に渡って触接を維持した。

## 同型艦
| #   | 艦名                       | 造船所                       | 艦隊 | 起工               | 進水           | 竣工            | 除籍           | 備考                     |
| --- | -------------------------- | ---------------------------- | ---- | ------------------ | -------------- | --------------- | -------------- | ------------------------ |
| 701 | モスクワ «Москва»          | 第444造船所 (ムィコラーイウ) | 黒海 | 1962年 12月15日    | 1965年 1月14日 | 1967年 12月26日 | 1996年 11月7日 | 1997年 インドで解体      |
| 702 | レニングラード «Ленинград» | 第444造船所 (ムィコラーイウ) | 黒海 | 1965年 1月15日     | 1968年 7月31日 | 1969年 6月2日   | 1991年 6月24日 | 1991年9月 ギリシャで解体 |
| 703 | キエフ «Киев»              | N/A                          | N/A  | 1968年 10月 (予定) | 建造中止       | 建造中止        | 建造中止       | 建造中止                 |

### モスクワ
ソ連海軍初のヘリコプター母艦であったことから、進水後の試験では改善点が多数指摘され、進水から就役までに3年以上の年月を要することになった。
1967年12月31日、同艦はセヴァストポリにて、第21対潜旅団に配属された。しかし実際には、国家海洋試験中に発見された各種の不具合を改修するための工事に着手したため、実際の就役は翌年9月まで遅れることになった。就役直後より地中海に派遣されて、48日間・10,500海里におよぶ作戦航海を実施、ヘリコプター飛行時間は552時間におよび、アメリカ軍潜水艦との触接時間は計96時間に達した。
1972年3月、訓練後にセヴァストポリに帰港する際、当直将校がオリオン型ソナーのフェアリングの引き上げを失念したことから暗礁と衝突、6ヶ月に及ぶ修理を受けることとなった。この機会を利用してヘリコプター甲板を耐熱鋼板に換装、さらにこの上にAk-9F耐熱材を設置した特別発着プラットフォーム（20m四方）が設けられ、垂直離着陸機（VTOL機）の運用試験に備えることとなった。同年11月18日には、Yak-36M（量産機はYak-38と改称）による着艦試験が行われ、「ソ連海軍艦上機の誕生日」として記録された。
1975年2月2日、セヴァストポリ停泊中に艦首の発電機室から出火し、昼食時間で付近に人がいなかったことから発見が遅れて延焼が広がった。補助ボイラー室に延焼して停電、艦首の自動消火システムと艦尾ボイラー室が故障していたために消火活動も妨げられ、基地からの救援を受けたものの鎮火までに3時間を要し、死者3名、負傷者26名を出す惨事となった。修理には1年半以上を要した。
1976年、地中海での戦力拡充のため、黒海艦隊に28隻の艦艇による第30対潜師団が編成された。本艦は同型艦「レニングラード」および対潜艦5隻、駆逐艦2隻とともに、3個旅団のうちの1つ、第11対潜旅団に配属された。また地中海一帯の同盟国・友好国（ユーゴスラビア社会主義連邦共和国やアルジェリアなど）を親善訪問したほか、1982年にはアフリカも訪問している。
1982年秋からセヴァストポリで近代化改修工事に着手したものの、その工期は7年に達したため、本艦に慣れた乗員がいなくなり、以後の活動が大きく制限された。1990年にやっと海洋訓練を開始、1991年にはブルガリア・シリア訪問の途上で77時間に渡る原子力潜水艦への触接に成功したが、これが同艦の最後の功績となった。同年12月のソビエト連邦の崩壊後、ロシア共和国とウクライナとの間で海軍艦隊の帰属問題が生じて、艦隊の活動は大きく制限された。補給品の不足と給料不払いで、乗員の士気が急速に低下したこともあり、1993年5月26日の出港を最後に港を出ることはなく、1995年4月27日に予備役編入、1996年11月7日、除籍された。作戦任務回数は11回、その日数は1,112日、総航海距離は183,768海里に達した。
なお、1967年の海洋試験中と1969年の演習中に1件ずつのヘリコプター墜落事故が発生して死傷者が出ているが、以後は大きな事故はなく、3件目の墜落は起こらなかった。

### レニングラード
「モスクワ」の経験が生かされたことから、本艦はスムーズに就役することができた。
就役直後の1970年にはオケアン演習に参加、1972年のK-19の火災事故に対する救援活動でも、非常に重要な役割を果たした。また1974年には、エジプト軍からの要請を受けて、同国がスエズ運河に敷設したものの掃海できなくなった機雷の除去にあたった。この間、ヘリコプターの飛行時間はのべ339時間に達し、貴重な航空掃海活動の経験が蓄積された。作戦後はソマリア、モーリシャス、赤道ギニア、セネガルを親善訪問している。
1976年には、上記の通り「モスクワ」とともに第30対潜師団第11対潜旅団に配属されて地中海での任務にあたったが、1980年ごろよりバルト海での活動も増加した。また1984年には大西洋での作戦行動に就き、キューバにも寄港している。
1985年から2年間の改装工事を受けた後は地中海に戻り、1990年より近代化改装に入る予定であったが、予算不足のため、1991年6月24日、除籍された。作戦任務回数は17回、総航海距離は279,035海里であり、「モスクワ」と異なり大きな事故には見舞われなかった。

### キエフ
艦対空ミサイルと航続性能を強化した発展型の1123.3型として計画されており、1968年2月に起工する予定とされていた。しかしゴルシコフ総司令官は、試作垂直離着陸機（VTOL機）であるYak-36の性能に感銘を受け、次期対潜巡洋艦にはこれとP-120（SS-N-9）対艦ミサイルを搭載するよう指示したことから、まもなく1123.3型の建造は取りやめられ、全通甲板を備えた1143型（のちのキエフ級）に発展することとなった。